# بطولة العالم لكرة اليد للرجال 1986
أقيمت بطولة العالم لكرة اليد للرجال 1986 في سويسرا عام 1986م.

## الترتيب النهائي
1. يوغوسلافيا
2. المجر
3. ألمانيا الشرقية
4. السويد
5. إسبانيا
6. آيسلندا
7. ألمانيا الغربية
8. الدنمارك
9. رومانيا
10. الاتحاد السوفيتي
11. سويسرا
12. كوريا الجنوبية
13. تشيكوسلوفاكيا
14. بولندا
15. كوبا
16. الجزائر